# Battir
Battir (em árabe: بتير) é um povoado palestino localizado na Cisjordânia, na Província de Belém, a 5 quilômetros a sudoeste de Jerusalém Possui uma população de aproximadamente 4.000 habitantes e encontra-se sobre as vias férreas que comunicam Telavive e Jerusalém. Hoje em dia encontra-se sob a administração da Autoridade Nacional Palestina.

## Geografia
Battir encontra-se em uma colina de Wadi el-Jundi. Encontra-se a 720m acima do nível do mar, tendo verões muito temperados e invernos moderados, com nevascas ocasionais.

## História

### Antiguidade
Battir é considerado o lugar em que possivelmente, no Século II, teve lugar a Revolta de Barcoquebas, contra o Império Romano já que próximo ao povoado há ruínas conhecidas com o nome de Khirbet al-Yahudi ("ruinas 'judias'"). Também diz-se que neste lugar está enterrado o sábio Tanaim Eleazar of Modi'im.

### Idade Contemporânea

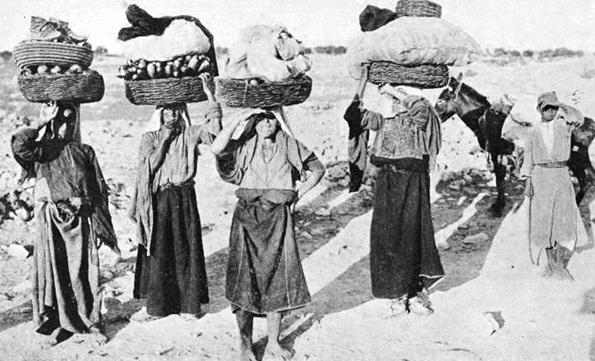
Fellahin em Battir indo ao mercado em 1913.

O desenvolvimento de Battir esteve vinculado a sua localização próxima à ferrovia que chegava a Jerusalém, já que a população tinha mais oportunidades, bem como era parada de outros viajantes em busca de água. Depois da Guerra árabe-israelense de 1948, a Linha Verde caiu sobre a ferrovia e Battir ficou a poucos metros da fronteira entre a Jordânia e Israel. Durante a Guerra dos Seis Dias Battir passou e ficar sob controle israelense junto com o resto da Cisjordânia, mesmo depois do acordo provisório a respeito a Cisjordânia e a Faixa de Gaza fechado em 1995 passou a ser administrada pela Autoridade Nacional Palestina. Existe uma certa preocupação porque a construção da barreira israelense da Cisjordânia possa exercer um impacto negativo no meio-ambiente da região, sobretudo devido à proximidade de Battir à Linha Verde.
Battir também é conhecida por ser lugar de nascimento do pai do famoso comediante árabe-americano Dean Obeidallah e do pai do escritor palestino-americano Ali Abunimah.

## UNESCO
Battir foi incluída na lista de patrimônio Mundial da UNESCO graças a "seu sistema tradicional de distribuição usado para coletar água através de redes entre as famílias próximas ao vilarejo...algumas servindo como irrigação para a produção de produtos agrícolas de consumo local enquanto outras para plantio de videiras e oliveiras"